# Schroeteria decaisneana
Schroeteria decaisneana är en svampart som först beskrevs av Jean Louis Emile Boudier, och fick sitt nu gällande namn av De Toni 1888. Schroeteria decaisneana ingår i släktet Schroeteria, divisionen sporsäcksvampar och riket svampar.   Inga underarter finns listade i Catalogue of Life.